# 初体験 (性行為)
初体験（はつたいけん、しょたいけん）とは、人生において初めて体験する具体的な性行為を指す。
性行為にはキスやペッティングも含まれるが、主に生殖器が交わる性行為（セックス）にまで至った場合を意味することが多い。過去に性行為の体験が皆無であった場合、男性は童貞、女性は処女と呼ばれる。このことから、初体験を経ることは男性にとっては童貞卒業（俗に筆下ろしと呼ばれる）、女性にとっては処女喪失となる。また、初体験後の男性を非童貞、女性を非処女と称す。なお、肛門に初めてペニスを挿入されることを、男女を問わずアナル喪失などと表現するAVメーカーがある。

## 概要
ここでの「性交」とは、膣へのペニスの挿入を意味する。指やバイブレーター等の異物の挿入あるいは激しい運動や事故での処女膜の損傷については処女喪失とはされないが、例外的にそれらを処女喪失と表現する例も見受けられる。従って、恋人関係にある男女のセックスであっても、性風俗でのセックスであっても構わないが、単独行為のオナニーは含まれない。なお、童貞や処女でなくとも、体験する性行為の内容（同性愛や乱交、顔射や中出しなど）が初めてであった場合は初体験とすることがある。

### 同義語
処女喪失の同義語として、ロストバージン、破瓜、初体験、女になる、男を知る、初エッチなどがある。破瓜は厳密には処女喪失ではなく、処女膜が損傷することを意味する。
破瓜（はか）
女子が性交をはじめて体験し、処女膜が損傷を受けること。あるいは、処女喪失の文学的表現。性交以外の理由で処女膜が損傷を受けることも含む場合がある。由来は「八」（女陰）に「凸」（男性器）が挿入される様を見立てている、瓜そのものが女性器としての暗喩を持つからなど、諸説ある。本来の意味（数え年16の女性）からは離れた用法であるが、対象としては強ち乖離してもいない。近現代ではこちらの意味での使用が多い。

## 女性の場合

### 処女信仰
ユダヤ教、キリスト教、イスラム教では婚前交渉は姦淫の罪にあたるとされる。
一部の男性が処女に対して信仰心を持つ。処女信仰の男性は女性が処女であることを喜び、価値を見出す。処女喪失は女性本人以上に男性の関心を集めており、それが交際の障害に繋がっている。オスカー・ワイルド曰く

### 処女喪失と結婚
日本の性文化は、時代によって大きく異なる。近世まで処女喪失した後は、村の不特定多数の男性と性交したり（乱交ではなく、相手が次々に変わったという意味）、年配の女性が男子の筆おろしをしたり…といった事が行なわれていた。これらは、レクリエーション的な側面や、豊作祈願などの祭りの側面などもあった。
ただし、武士や公家などの身分の高い人々の間にはこのような風習は無かったとされている。
農漁村部における夜這いの風習は、高度経済成長期直前まで残っていた地域もある。
明治時代、日本では女性は結婚するまで処女を守ることが良いとされた。都会の女性のように処女を守る事が進んでいるとされ、逆に処女を守らない田舎の女性は遅れているとされた。これは文明開化と共に当時の西洋の考え方を導入した結果である。明治の思想家の与謝野晶子も「私の貞操観」「貞操は道徳以上に尊貴である」「女子と貞操観念」などで貞操や処女性の重要性を説いた。
1970年代頃までは、女性は処女のまま結婚するのが理想的とされた。貞操と引換に結婚していたのである。その後、フリーセックスやフェミニズムなどが日本にも浸透し、徐々に結婚前に肉体関係をもつ事が広がっていった。

### 処女喪失に伴う痛みと出血
処女喪失の痛みは性交に慣れていない膣の拡張や、膣粘膜と陰茎との摩擦による刺激や傷などによって生じる。処女喪失の出血は処女膜だけでなく傷ついた膣粘膜からの場合もある。しかし、膣が十分に発達している場合、出血しないこともあり、また出血したからといって処女とは限らない。 

### 処女喪失の年齢
財団法人日本性教育協会が2005年に行った調査では中学で性交経験がある女性は3%程度である。どの年度も2-4%でこれは昔とほとんど変わらない。ただし、2023年の法改正で性的同意年齢が引き上げられたので、現行法では中学生の性行為は同意の有無に関係なく違法になる。まだ少数の若者の行動である。高校、大学と年齢があがるにつれて増えていく。性行動の低年齢化はどちらかといえば男子よりも女子にあらわれている。

## 各国の性に対する意識

### 日本近隣諸国との比較
|          |    | 全くそう思う | まあそう思う | あまりそう思わない | 全くそう思わない | 無回答 |
| -------- | -- | ------------ | ------------ | ------------------ | ---------------- | ------ |
| 日本     | 男 | 11.4         | 29.5         | 38.1               | 20.7             | 0.3    |
| 日本     | 女 | 6.3          | 22.9         | 22.8               | 47.4             | 0.6    |
| アメリカ | 男 | 16.2         | 31.3         | 28.9               | 14.2             | 9.3    |
| アメリカ | 女 | 21.8         | 34.1         | 27.8               | 8.2              | 8.2    |
| 中国     | 男 | 40.2         | 32.7         | 17.7               | 7.7              | 1.7    |
| 中国     | 女 | 43.6         | 32.9         | 14.5               | 7.3              | 1.6    |
| 韓国     | 男 | 28.5         | 42.7         | 20.5               | 7.8              | 0.5    |
| 韓国     | 女 | 43.1         | 33.5         | 18.7               | 4.2              | 0.6    |

（日本青少年研究所 「高校生の生活と意識に関する調査」2004年2月）
2004年に日本青少年研究所が発表した「高校生の生活と意識に関する調査」によると「結婚前は純潔を守るべきである」に対して「全くそう思う」と思う日本男子高校生は11.4% で同女子はわずか6.3%と米中韓と比べ圧倒的に低い結果が出た。
また純潔肯定派は米中韓のいずれの国でも男子より女子の方が多いが、日本は逆で男子の方が貞操観念がある。

### アメリカ
アメリカは「古きよき時代のアメリカ」といわれた1940年から1960年代までは性の倫理面を重視していた。離婚は少なく健全な家庭生活が推奨された。1960年代後半、欧米中心に性開放の運動が広がり、フリーセックスの風潮も広がった。1990年以降は行き過ぎた性解放が見直された。2000年頃には一部で純潔運動が起こった。